# باوان (سيلوانة)
باوان (بالكردية: باڤا) هي إحدى القرى التابعة لمرغور في ريف قسم سيلوانه من مقاطعة أرومية، في محافظة أذربیجان الغربیة الإيرانية.

## السكان
حسب إحصاءات سنة 2006، بلغ إجمالي السكان في بافا 1106 نسمة وعدد المساكن 208 مسكن. لغة سكان بافا هي اللغة الكردية و هم من أهل السنة والجماعة والمذهب الشافعي.